# Giusta di Bazzano
Santa Giusta, assieme ai farelli Giustino e Felice, è venerata come santa a Bazzano, frazione dell'Aquila dal 1927, dove venne martitizzata nel 286.

## Il martirio
La leggenda vuole che durante le persecuzioni cristiane in Amiternum, Giusta fu portata in una grotta sul colle di Bazzano, piccole centro romano, poco distante dalla città principale dei Vestini. Vi era una grotta, dove la milizia romana cercò di uccidere Giusta bruciandola in un forno. La donna però sopravvisse, e così fu trucidata con le lance.

## La chiesa di Santa Giusta di Bazzano
Immediatamente sorse, nella grotta del martirio, una chiesa cristiana. Nel IX secolo fu ricostruita in stile romanico la nuova chiesa, realizzata con pietra di montagna, finemente lavorata dalle maestranze di Casauria. La grotta è ancora accessibile mediante la cripta.
Una seconda chiesa è stata costruita nel 1254 circa, sempre dedicata a Santa Giusta, perché con la fondazione di L'Aquila, anche il castello di Bazzano, assieme ad altri 98 (Come vuole la leggenda), parteciparono all'edificazione della nuova città.